# Epeunactes
Epeunactes (en grec antic ἐπεύνακτοι o ἐπευνακταί) era el nom d'uns ciutadans d'Esparta que suposadament eren descendents d'esclaus i de dones espartanes.
S'haurien originat a les guerres messèniques, quan degut a la gran pèrdua d'homes, les vídues espartanes s'haurien hagut de casar o aparellar amb esclaus (ilotes) per tenir successió. Els fills nascuts van ser admesos a la ciutadania, però com una classe social especial. Probablement amb alguns drets menys que els ciutadans plens. Segons Diodor de Sicília també s'anomenaven epeunactes als que van marxar amb Falant d'Esparta, els anomenats partenis.